# Vogtland Arena
Vogtland Arena je zimskošportno središče, ki se nahaja v nemškem mestu Klingenthal, Saška. Sestavlja ga smučarska skakalnica s K-točko pri 125 in HS 140 metrih. Nahaja se na severnem pobočju gore Schwarzberg v Vogtlandu, po kateri je kompleks dobil ime. Odprt je bil leta 2006.

## Tehnični podatki
- K-točka: 125 m
- Velikost (HS): 140 m
- Uradni rekord: 146,5 m –  Michael Uhrmann (2. februar 2011) , Andreas Wellinger,  Gregor Deschwanden (10. december 2023)
- Neuradni rekord: 149,5 m –  Marius Lindvik (24. februar 2018)
- Dolžina zaletišča: 97,5 m
- Naklon zaletišča: 35°
- Višina odskočne mize: 3,25 m
- Naklon doskočišča: 34,5°

## Zgodovina
Skakalnica je bila zgrajena med letoma 2003 in 2005. Prva večja tekma je bila tekma za veliko nagrado v nordijski kombinaciji 27. avgusta 2006. 
Od sezone 2008/09 je Klingenthal redno prizorišče svetovnega pokala v smučarskih skokih.
Skakalnica je prav tako redno prizorišče tekem poletne velike nagrade v smučarskih skokih.